# 올림픽 이스라엘 선수단
올림픽 이스라엘 선수단은 이스라엘을 대표하여 올림픽에 참가하는 선수단이다. 이스라엘은 1952년부터 국가로서 올림픽에 참가해 왔다. 국가 올림픽 위원회는 영국의 팔레스타인 통치 기간인 1933년에 구성되었다. 이스라엘은 1952년부터 매년 하계 올림픽(미국이 주도한 1980년 하계 올림픽 보이콧에 참가한 경우 제외)과 1994년 이후 동계 올림픽에 팀을 파견했다. 1994년에는 유럽올림픽위원회(EOC)에 가입했다.